# Bernie Feit
Bernie Feit (* 8. Mai 1969 in Wien) ist ein österreichischer Theater-, Film- und Fernsehschauspieler.

## Karriere
Bernie Feit hatte Engagements unter anderem am Theater in der Josefstadt, am Volkstheater Wien, am Theater der Jugend Wien, Kabarett Simpl und beim Märchensommer Niederösterreich. Seit 1994 steht er im Stadttheater Mödling und im Theater Scala in Wien auf der Bühne.
Bisher konnte man ihn in über 40 Produktionen sehen, darunter "König Lear", "Der Name der Rose", "Der Widerspenstigen Zähmung", "Sekretärinnen", "Fette Männer im Rock", "Die 39 Stufen" und "Weiße Teufel". Bernie Feit war von 1986 bis 1993 Mitglied der live-ORF-Serie "Die liebe Familie". Von 1997 bis 2004 stand er in "Die heiße Spur" / "Tom Turbo" vor der Kamera.

## Theater
- König Lear, Der Name der Rose, Sommernachtstraum
- Die letzten Tage der Menschheit, Zwölfeläuten, Sekretärinnen
- Fette Männer im Rock, Viel Lärm um nichts, Katzenzungen
- Hex Mex-Die Suche nach dem Glück, Die 39 Stufen[2], Weiße Teufel

## Filmografie
- Die liebe Familie
- Die heiße Spur / Tom Turbo
- Es war doch Liebe (Kinofilm, Regie: Wolfgang Glück)